# Pionierorganisation Ernst Thälmann

Pionierorganisation Ernst Thälmanns symbol.

Pionierorganisation Ernst Thälmann, i dagligt tal Junge Pionere eller Pioniere, JP, var en politisk ungdomsorganisationen i DDR, underställd FDJ.
Pioniere existerade 1948–1990 och hade till uppgift att skola de östtyska barnen politiskt innan de avancerade till ungdomsorganisationen FDJ. Organisationen skapades efter sovjetisk modell.
Organisationens slogan var Seid bereit. Det betyder "Var beredda"; jämför scouternas "Alltid redo".
Organisationen var döpt efter den tyske kommunistledaren Ernst Thälmann, som fängslats av nazisterna och avrättats i augusti 1944.

## Sånger
En del av verksamheten var att sjunga sånger. De har under senare år getts ut på CD.
- Unser kleiner Trompeter („Von all unsern Kameraden ...“)
- Thälmann-Lied („Heimatland, reck deine Glieder ...“)
- Pioniermarsch („Wir tragen die blaue Fahne ...“)
- Der Volkspolizist („Ich stehe am Fahrdamm ...“)
- Jetzt bin ich Junger Pionier
- Unsere Heimat
- Fröhlich sein und singen
- Kleine weiße Friedenstaube
- Lied der jungen Naturforscher („Die Heimat hat sich schön gemacht ...“)
- Gute Freunde („Soldaten sind vorbeimarschiert ...“)
- Hab'n Se nicht noch Altpapier
- Pioniere voran! („Hell scheint die Sonne ...“)
- Laßt Euch grüßen, Pioniere
- Immer lebe die Sonne
- Friede auf unserer Erde
- Fernsehturmlied
- Wenn ich groß bin, gehe ich zur Volksarmee